# Leopárdsikló
A leopárdsikló (Zamenis situla) a hüllők (Reptilia) osztályába a kígyók (Serpentes) alrendjébe és a siklófélék (Colubridae) családjába tartozó, mediterrán elterjedésű faj.
A situla etruszk eredetű szó, a situla egy bronzból készült edény. A hellenisztikumban kerámia volt, mivel a siklókkal gyakran törmelékek, kövek között találkoztak így elnevezése ide vezethető vissza.
Egyes rendszerek a Elaphe nembe sorolják Elaphe situla néven.

## Elterjedése
Dél-Olaszország (egészen az Ofanto folyóig), Horvátország partvidéke (előfordul néhány szigeten is), Bosznia-Hercegovina, Montenegró, Makedónia, Törökország, Ciprus, Görögország (Kréta, Syros, Milos, Andros, Kynthos, Paros, Seriphos, Thira, Tinos, Kea, Lesbos, Syphnos, Chios, Corfou, Samos), Málta, Bulgária (Fekete-tenger partvidéke, Tundza-folyó), Albánia, Lengyelország, Oroszország, Ukrajna (Krim-félsziget).

## Előfordulása
Sziklás hegyoldalak, ritkás erdők, kőrakások, kőfalak, mezőgazdasági területek.

## Megjelenése
Hossza 70–100 cm (legfeljebb 116 cm). Teste hengeres, csak a hasi rész lapított egy kissé, pikkelyei simák. A nevét foltjairól kapta. Alapszíne általában fehéres, sárga, barna, vagy világosszürke, melyet vékony fekete vonallal szegélyezett sötétvörös, barna, vagy vörösesbarna foltok tarkítanak. A foltok elhelyezkedése a földrajzi elterjedéstől függően többfélék lehetnek. Egyes elterjedési területein a foltok két egymás mellett futó párhuzamos csíkká olvadnak össze. A csíkok lehetnek nagyon szabályosak, de gyakoribb a szaggatott szél, amik néhol találkoznak egymással. 
A fej rajzolata minden változatra jellemző, keskeny, a nyaktól egy törésvonallal elválasztott, a fejtető széles pikkelyekkel fedett. Szeme nagy, szivárványhártyája narancssárga, pupillája kerek. Szeméből sötétvonalas mintázat fut széjjel, melyek az alsó állkapocsnál is folytatódnak. Két szemét széles fekete sáv köti össze, a világos alapszínű fejen.

## Élőhelye
A faj élőhelye a mediterrán éghajlaton van.

## Életmódja
A kifejlett állat apró emlősöket és madarakat, a kölykök gyíkokat és rovarokat zsákmányolnak.

## Szaporodása
A párzási időszak áprilisban és májusban van, a nőstény általában 3-5 tojást rak, abból bújnak ki a 20 cm hosszú kölykök.

## Védettsége
Az IUCN vörös listáján a "Nem fenyegetett" (Least Concern) kategóriában szerepel.